# 릴보이
릴보이(영어: Lilboi, 본명: 오승택, 1991년 6월 7일 ~ )는 대한민국의 래퍼이다. 긱스의 멤버로도 활동하고 있다. 2020년 《Show Me The Money 9》에서 우승을 이뤘다.

## 학력
- 인천외국어고등학교 (중퇴)
- 숭실고등학교 (졸업)
- 한국항공대학교 (중퇴)
- 숭실사이버대학교 엔터비지니스학과

## 음반 목록

### 솔로
- "한잔해요" (2012, 기리보이 & 릴보이)
- "Love & Hate" (2013, 효린 노래 피처링)
- "Turn It Up" (2015, 옐라 다이아몬드 노래 피처링)
- "사랑했다치자" (2015, 서인영 노래 피처링)
- "연락해" (2015, 베이식 & 릴보이)
- "돈돈돈" (2015, 베이식 & 릴보이)
- "Watch Out" (2015, 베이식 & 릴보이)
- "MY" (2015, 박재범 노래 피처링)
- "BE!"(2021, sokodomo 노래 피처링)
- "Meantime"(2022, 릴보이 정규앨범 1집)

## 출연 프로그램
- 《Show Me The Money 4》(2015)
- 《힙합의 민족》우승 (2016)
- 《Show Me The Money 8》객원 심사위원 (2019)
- 《Show Me The Money 9》우승 (2020)
- 《Show Me The Money 10》sokodomo BE! 피처링, 스페셜무대 +82 (2021)
- 《Show Me The Money 11》팀 '그릴즈' 프로듀서 (2022)

## 수상 목록
- 2016년 힙합의 민족 시즌1 우승
- 2020년 SHOW ME THE MONEY9 우승
- 2021년 멜론뮤직어워즈 올해의 TOP10상